# Johann Friedrich Blumenbach
Johann Friedrich Blumenbach (født 11. maj 1752 i Gotha, død 22. februar 1840) var en tysk læge og naturforsker. Han regnes som vigtig indenfor fysisk antropologi.
Han studerede i Jena og Göttingen, hvor han 1776 blev ekstraordinær professor i medicin og inspektør ved det naturhistoriske museum. Her holdt han i næsten 60 år sine af tilhørere fra alle nationer besøgte forelæsninger over naturhistorie, sammenlignende anatomi, fysiologi og medicinens historie og indlagde sig navnlig stor fortjeneste af zoologien, idet han — endnu før Georges Cuvier — bragte den i nøje forbindelse med den sammenlignende anatomi. Af hans talrige skrifter kan nævnes flere i mange udgaver og oversættelser foreliggende hånd- eller lærebøger, såsom: Handbuch der Naturgeschichte (1780), Institutiones physiologicae (1787) og Handbuch der vergleichenden Anatomie & Physiologie (1804). Betydning i nutiden har dog navnlig de på grundlag af hans dengang ganske enestående kraniesamling udførte undersøgelser over menneskeracerne, der fx fremkom i hans berømte disputats De generis humani varietate nativa (1775); den heri såvel som i senere arbejder foretagne inddeling i 5 menneskeracer regnes som det ældste forsøg på en raceinddeling af menneskeheden.